# Brunfelsia grisebachii
Brunfelsia grisebachii là loài thực vật có hoa trong họ Cà. Loài này được Amshoff mô tả khoa học đầu tiên năm 1956.